# Ole Heiland
Ole Heiland (* 20. März 1997 in Darmstadt) ist ein deutscher klassischer und Jazzmusiker (Tuba, auch Piano, Akkordeon, Orgel, Komposition).

## Leben und Wirken
Heiland lernte seit dem sechsten Lebensjahr Tenorhorn; seit dem zehnten Lebensjahr erhielt er auch Klavierunterricht. Dann folgte an der Darmstädter Akademie für Tonkunst Unterricht auf der Tuba. In der Jazzcombo des Ludwig-Georgs-Gymnasium wurde er durch Jürgen Wuchner und Uli Partheil angeleitet. Gemeinsam mit seinem Bruder Jan Otto Heiland spielte er seit 2012 in dem Quintett The Basstubation, das 2013 sein Debüt At the Playground veröffentlichte, dem 2016 das Album Transition folgte. Er war Mitglied im Landesjugendsinfonieorchester Hessen und im Bundesjugendorchester; im Herbst 2015 nahm er sein Musikstudium bei David Cribb an der Hochschule für Musik Leipzig auf. Seit Februar 2018 ist er Mitglied der Mendelsohn-Orchesterakademie. 2019 nahm er an der Sommerakademie im Tanglewood Music Center teil.
Heilands Solodebüt als klassischer Musiker war bei der Uraufführung von Bartholomew Berzonskys „The Jovial Giant“ für Tuba und Orchester 2014 mit dem Staatsorchester Darmstadt unter der Leitung von Anna Skryleva; mit dem Kammerorchester der TU Darmstadt unter der Leitung von Arndt Heyer führte er im Folgejahr die Jazzsuite für Tuba, Kammerorchester und Schlagzeug von Jürgen Wuchner auf. Seit 2017 gehört er zum hr-Jazzensemble, mit dem er im selben Jahr auch beim Frankfurter Jazzfestival auftrat. Mit German Marstatt, Thomas Bachmann, Manuel Seng, Ralf Cetto und Thomas Cremer bildet er das Metropol Sextett; weiterhin war er Mitglied in Wuchners United Colours of Bessungen und gehört zu Quadropolar von Uli Schiffelholz.
Heiland konzertierte in Tunesien, Frankreich, Italien und den baltischen Staaten.

## Preise und Auszeichnungen
Beim Wettbewerb Jugend musiziert erhielt er als Tubist 2012 und 2013 den Ersten Bundespreis. The BassTubation, die 2013 das Stipendium zum Darmstädter Musikpreis erhielt, kam ebenso wie beim Europäischen Nachwuchsjazzpreis Burghausen beim Wettbewerb um den Jungen Münchner Jazzpreis 2017 auf den zweiten Platz.